# Наткявичюс, Ладас
Ладас Наткявичюс (лит. Ladas Natkevičius; 19 января 1893, Балсупи, Мариямпольское самоуправление — 25 мая 1945, Шрунс, Форарльберг) — литовский политик и дипломат. Депутат Учредительного Сейма Литвы, а также Литовского Сейма I и II созывов. Посол Литвы в СССР (1939—1940). Доктор права (1930).

## Биография

### Ранние годы
Родился 19 января 1893 года в селе Балсупия Моколайского волости Мариямпольского уезда. Учился в Мариямпольской гимназии (1913), после чего стал студентом естественно-математического факультет Петербургского университета. Во время Первой мировой войны в 1917 году был призван в Русскую императорскую армию. Участвовал в боях на рижском фронте. На войне был пленён, откуда бежал. Являлся заместителем председателя 12-го съезда литовских солдат русской армии в Риге. Представлял литовских солдат в Петроградском сейме в 1917 году.

### Деятельность в Литве
После войны вернулся в Литву. Работал представителем Министерства сельского хозяйства в Вилкавишкисском уезде. Служил в Войске Литовском. В 1919 году начал работать в Генеральном штабе Литовской армии. Являлся военным представителем литовской армии в Латвии и Эстонии (с января 1920 года). В 1920 году вместе с Йонасом Шлюпасом представлял Литву на Первой конференции стран Балтии в Хельсинки.
Наткявичюс был избран в Учредительный Сейм Литвы от Каунасского избирательного округа по списку Литовской социалистической народно-демократической партии. На выборах в I созыв Сейм Литовской Республики 1922 года был избран депутатом от Литовского народного союза крестьян.
Участвовал в подготовки текста первой конституции Литвы. Во время войны с Польшей участвовал в организации добровольческого кавалерийского полка «Железный волк», где был командиром сотни. Участвовал в обсуждении ратификации договора об установлении границ между Литвой и Латвией 1921 года. Выступал с критикой проекта Поля Иманса и призвал правительство Литвы не идти на уступки Польше по вопросу Вильнюса.
На следующих выборах 1923 года вновь стал депутатом Сейма от ЛНСК по Паневежскому избирательному округу. Являлся членом комиссии по национальной обороне (8 июня — 23 октября 1923), мандатной комиссии (с 14 июня 1923) и комиссии по расходам Министерства национальной обороны (с 6 июля 1923).
Вышел в отставку в чине капитана в 1923 году и переехал во Францию.

### Работа во Франции
С 1923 по 1930 год работал пресс-атташе посольства Литвы во Франции. Учился в Сорбонском университете (1923—1927). Являлся корреспондент информационного агента ELTA, аккредитованном при Лиге Наций. Состоял в Союзе журналистов Лиги Наций и синдикате журналистов в Париже. С 1925 года — научный сотрудник Министерства иностранных дел Литвы. В 1930 году защитил докторскую диссертацию. Один из основателей и преподавателей Литовского международного общества юридических наук.
В возрасте 40 лет в 1930 году женился на Гражине Брундзайте, которая была моложе его на 20 лет. Венчание состоялось в Церкви Антония Падуанского в Каунасе. Свидетелями на свадьбе стали дипломаты Юозас Урбшис и Стасис Гирдвайнис.
С 1930 года работал секретарём и докладчиком МИД Литвы. В октябре 1934 года назначен советником посольства Литовской Республики во Франции.

### Посол в СССР
С апреля 1939 по июль 1940 года являлся чрезвычайным и полномочный послом Литвы в СССР. Участвовал в подписании договора о передаче Литовской республике города Вильно и Виленской области и о взаимопомощи между Советским Союзом и Литвой 10 октября 1939 года.
Накануне оккупации Литвы Наткявичюс предполагал, что у страны будет такой же статус как у Монголии. 25 мая 1940 года Народный комиссар иностранных дел СССР Вячеслав Молотов вызвал к себе Наткявичюса и фактически предъявил ультиматум. Впоследствии Молотов пообещал Наткявичюсу, что он сможет продолжить работать в Литве после её советизации. 15 июля 1940 года части Красной Армии вступили в Литву, а Наткявичюс был арестован, но вскоре всё же вышел на свободу. После этого работал юрисконсультом по вопросам страхования
Во время немецкой оккупации занимался адвокатской практикой в Каунасе и преподавал в Университете Витовта Великого. Являлся членом Верховного комитета освобождения Литвы.
В 1944 году покинул Литву и жил в Вене. Пережил несколько бомбардировок, получил контузию. Скончался 25 мая 1945 года в Шрунсе, где и похоронен.

## Награды
- Офицер ордена Великого князя Литовского Гядиминаса (1928)[7]